# Sc Heerenveen in het seizoen 2014/15 (vrouwen)
Het seizoen 2014/2015 is het 8e jaar in het bestaan van de Heerenveense vrouwenvoetbalclub sc Heerenveen. De club kwam uit in de Women's BeNe League en heeft deelgenomen aan het toernooi om de KNVB beker.

## Wedstrijdstatistieken

### Women's BeNe League
|       | ADO Den Haag | AFC Ajax | RSC Anderlecht | Club Brugge | AA Gent | Lierse SK | OH Leuven | PEC Zwolle | PSV/FC Eindhoven | Standard Luik | Telstar | FC Twente |
| ----- | ------------ | -------- | -------------- | ----------- | ------- | --------- | --------- | ---------- | ---------------- | ------------- | ------- | --------- |
| Thuis | 0 – 3        | 0 – 3    | 1 – 1          | 1 – 0       | 1 – 0   | 0 – 4     | 4 – 0     | 4 – 1      | 2 – 3            | 0 – 2         | 1 – 4   | 1 – 2     |
| Uit   | 4 – 1        | 1 – 0    | 1 – 1          | 0 – 3       | 1 – 0   | 1 – 0     | 0 – 2     | 0 – 3      | 2 – 0            | 7 – 1         | 1 – 0   | 3 – 0     |

### KNVB beker
| Achtste finale                            | RKHVV            | 1 – 5 (0 – 2) | sc Heerenveen                                                                                       |  |
| Plaats: Huissen Stadion: De Blauwenburcht | 82' Diede Baghus |               | 37' Charissa Burgwal 39' Sylvia Smit 53' Sylvia Smit 63' Simone Kets 70' Michaela Johnsson          |  |
| Kwartfinale                               | sc Heerenveen    | 0 – 4 (0 – 1) | AFC Ajax                                                                                            |  |
| Plaats: Heerenveen Sportpark Skoatterwâld |                  |               | 38' Claudia van den Heiligenberg 70' Marlous Pieëte 72' Desiree van Lunteren (p) 76' Marlous Pieëte |  |

## Statistieken sc Heerenveen 2014/2015

### Eindstand sc Heerenveen Vrouwen in de Women's BeNe League 2014 / 2015
| Stand | Gespeeld | Gewonnen | Gelijk | Verloren | Punten | Doelpunten voor | Doelpunten tegen | Gele kaarten | Rode kaarten |
| ----- | -------- | -------- | ------ | -------- | ------ | --------------- | ---------------- | ------------ | ------------ |
| 10e   | 24       | 7        | 2      | 15       | 23     | 26              | 44               | 17           | 1            |

### Topscorers
| #      | Naam              | Goal |
| ------ | ----------------- | ---- |
| 1.     | Sisca Folkertsma  | 6    |
| 2.     | Sylvia Smit       | 5    |
| 3.     | Tiny Hoekstra     | 4    |
| 4.     | Yvonne Ploeg      | 3    |
| 5.     | Daniëlle Kuikstra | 2    |
| 6.     | Iris Achterhof    | 1    |
| 6.     | Maly Breed        | 1    |
| 6.     | Charissa Burgwal  | 1    |
| 6.     | Michaela Johnsson | 1    |
| 6.     | Carmen de Mare    | 1    |
| 6.     | Lianne de Vries   | 1    |
| Totaal | Totaal            | 26   |

| #      | Naam              | Goal |
| ------ | ----------------- | ---- |
| 1.     | Sylvia Smit       | 2    |
| 2.     | Charissa Burgwal  | 1    |
| 2.     | Michaela Johnsson | 1    |
| 2.     | Simone Kets       | 1    |
| Totaal | Totaal            | 5    |

### Kaarten
| #      | Naam                |    |
| ------ | ------------------- | -- |
| 1.     | Lydia Borg          | 3  |
| 2.     | Tiny Hoekstra       | 2  |
| 2.     | Daniëlle Kuikstra   | 2  |
| 2.     | Yvonne Ploeg        | 2  |
| 2.     | Sylvia Smit         | 2  |
| 3.     | Simone Kets         | 1  |
| 3.     | Nancy Loth          | 1  |
| 3.     | Carmen de Mare      | 1  |
| 3.     | Ingrid Schuiten     | 1  |
| 3.     | Lianne de Vries     | 1  |
| 3.     | Lysanne van der Wal | 1  |
| Totaal | Totaal              | 17 |

| #      | Naam        |   |
| ------ | ----------- | - |
| –      | Geen speler | 0 |
| Totaal | Totaal      | 0 |

| #      | Naam          |   |
| ------ | ------------- | - |
| 1.     | Nienke Olthof | 1 |
| Totaal | Totaal        | 1 |